# 新鸿路街道
新鸿路街道，曾是中华人民共和国四川省成都市成华区曾经下辖的一个街道，于2015年撤销，辖区整体划入双桥子街道办事处管辖。

## 行政区划
新鸿路街道下辖以下地区：
新鸿路社区、新华社区、万年场社区、小龙桥社区、双园社区和菽香里社区。